# Acura Classic 2005
Acura Classic 2005 — жіночий тенісний турнір, що проходив на відкритих кортах з твердим покриттям у Сан-Дієго (США). Належав до турнірів 1-ї категорії в рамках Туру WTA 2005. Відбувсь удвадцятьсьоме і тривав з 1 до 7 серпня 2005 року. Марі П'єрс здобула титул в одиночному розряді.

## Переможниці та фіналістки

### Одиночний розряд
Марі П'єрс —  Ай Суґіяма, 6–0, 6–3
- Для П'єрс це був 1-й титул за рік і 17-й — за кар'єру.

### Парний розряд
Кончіта Мартінес /  Вірхінія Руано Паскуаль —  Даніела Гантухова /  Ай Суґіяма, 6–7(7–9), 6–1, 7–5
- Для Мартінес це був 2-й титул за сезон і 13-й — за кар'єру. Для Руано Паскуаль це був 5-й титул за сезон і 34-й — за кар'єру.